# Burgstall Wolfertschwenden
Der Burgstall Wolfertschwenden liegt südöstlich des Ortes Wolfertschwenden im schwäbischen Landkreis Unterallgäu.

## Geografische Lage
Der Burgstall der Höhenburg liegt direkt an einem Steilhang bei 774 m ü. NN oberhalb von Wolfertschwenden. In östlicher Richtung war diese durch einen Graben von rund 25 Metern Länge geschützt. Hinter dem Graben befand sich ein Wall. Der Burgraum maß ursprünglich 7 auf 25 Meter.

## Geschichte
Die Burg in Wolfertschwenden war im Besitz der Edlen von Wolfertschwenden, welche im 11. oder 12. Jahrhundert auf der Burg ansässig waren. Urkundlich bekannt sind aus dem Jahre 973 Giselfried von Wolfertschwenden, 1099 Hawin von Wolfertschwenden und 1128 Juta von Wolfertschwenden. Ab dem Jahre 1170 war die Burg Sitz der Dienstmannen von Ottobeuren. Der Burgstall steht heute unter Denkmalschutz. Auf dem Burgstall ist ein Gedenkstein angebracht, welcher die folgende Inschrift trägt:

„Burgstelle Wolfertschwenden, genannt Schloßberg der hochfreien Edlen von Wolfertschwendi welfischen Geschlechtes. 1099 Hawin, 1128 Jutta von W. – 1170 Sitz ottenbeurischer Dienstmannen“

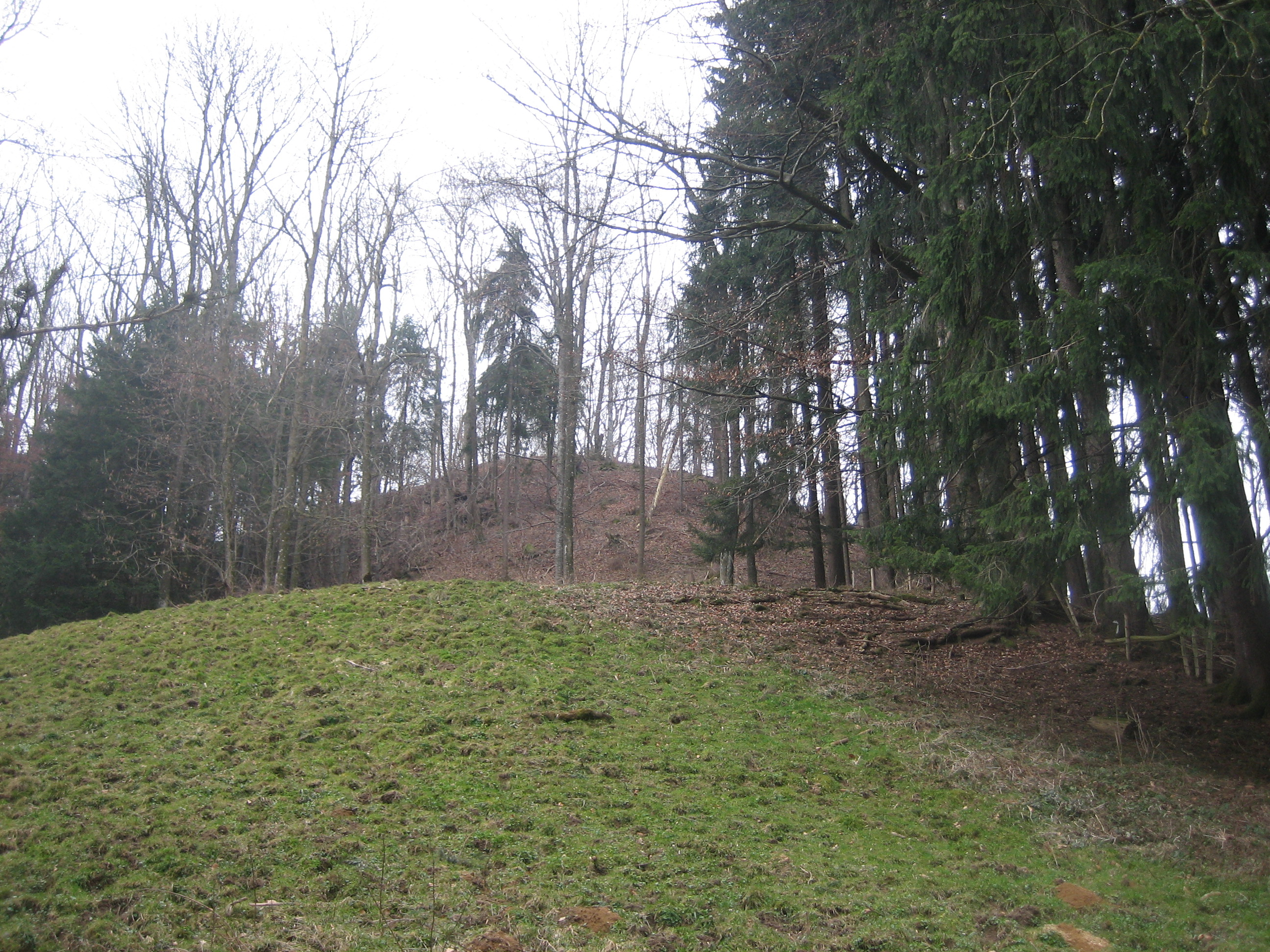
Ansicht von Nordwesten auf den Burghügel
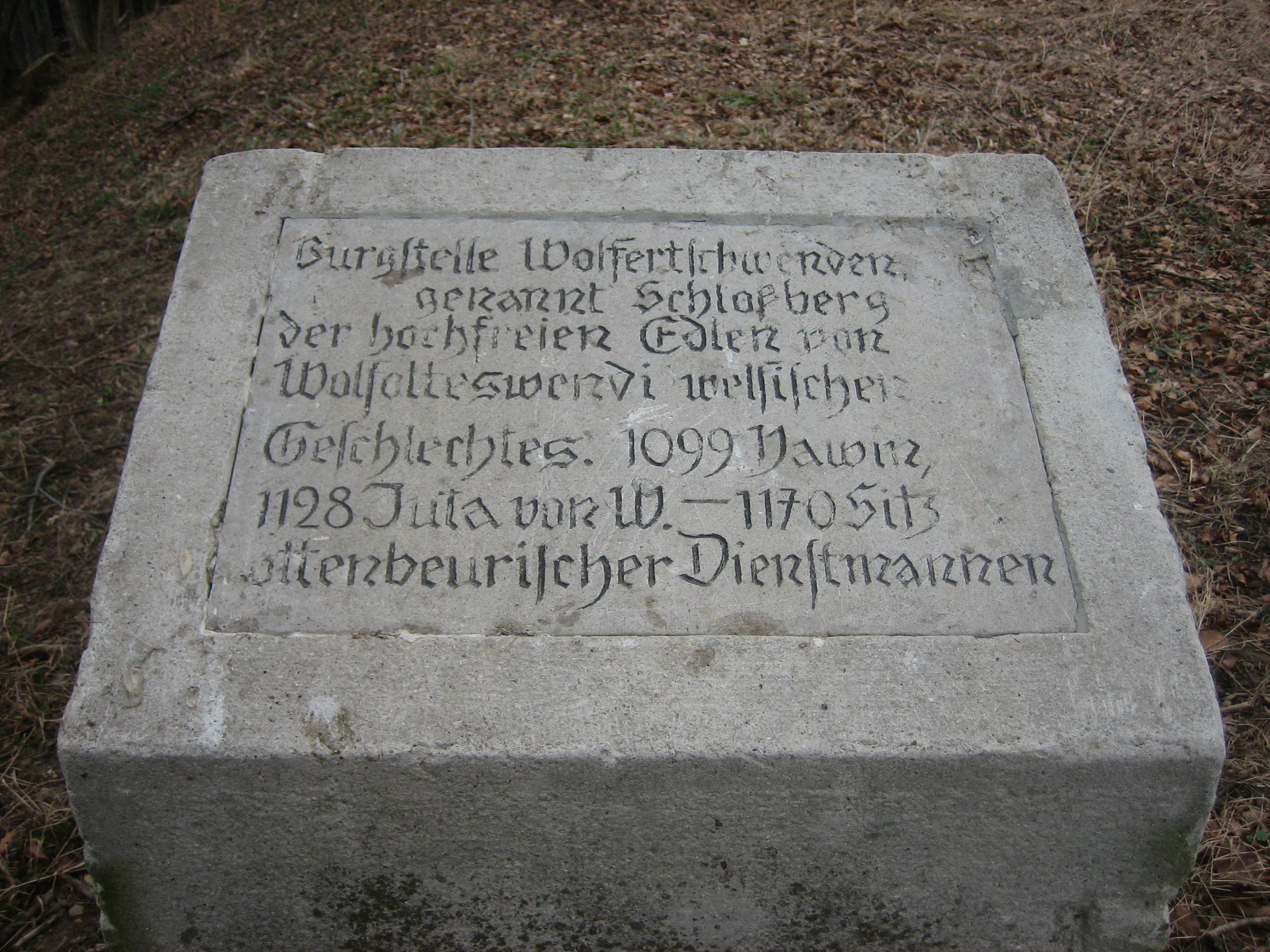
Gedenkstein auf dem Burgstall
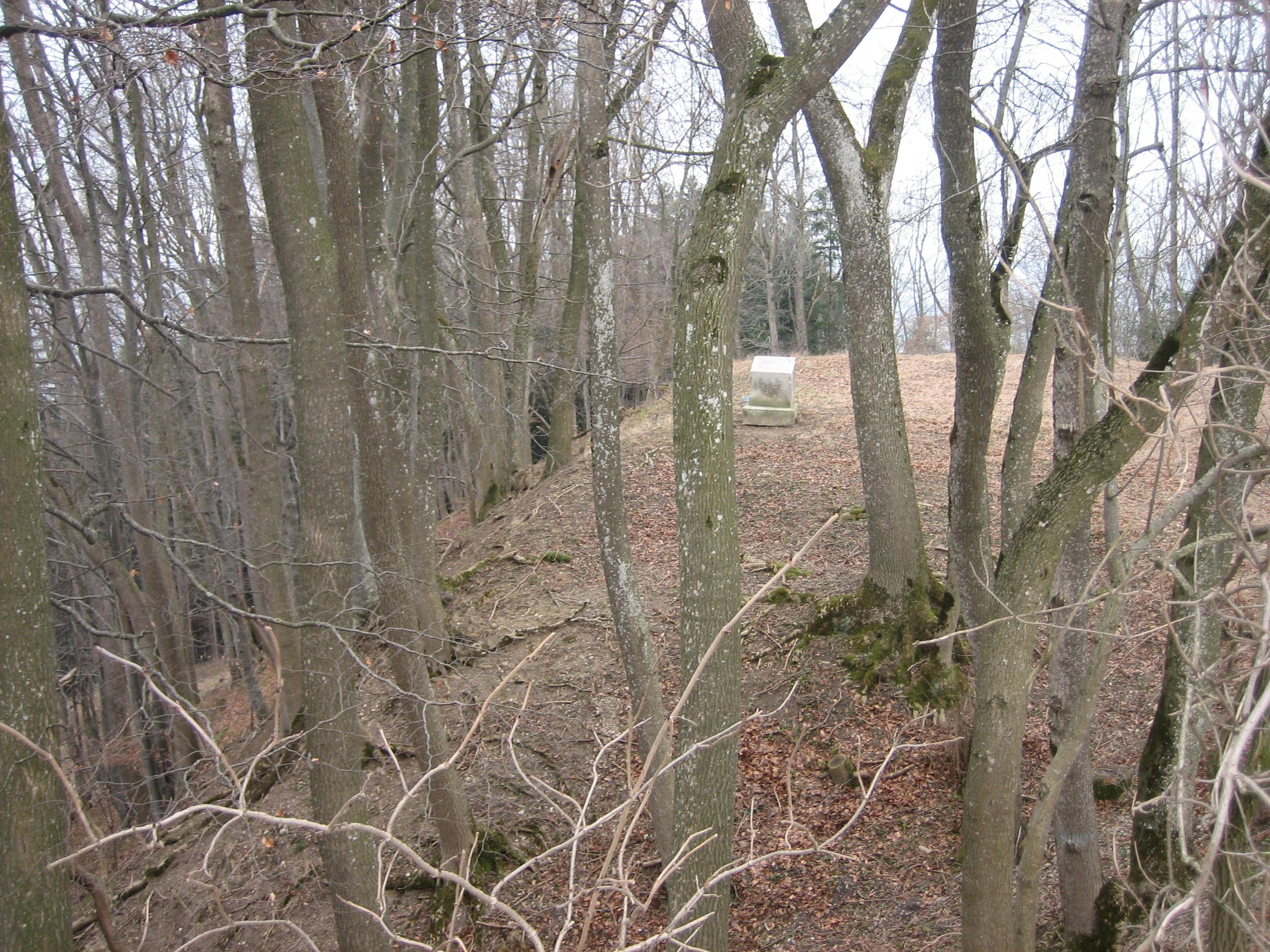
Steilhang des Burgstalls Wolfertschwenden